# Гоман, Вальтер
Вальтер Гоман (нем. Walter Hohmann; 1880—1945) — немецкий инженер, сделавший важный вклад в понимание орбитального движения. 

## Биография
Родился 18 марта 1880 года в семье врача, который по причинам, связанным со здоровьем был вынужден в 1886 году переселиться в Порт-Элизабет (Южная Африка). С 1891 года Вальтер Гоман учился в гуманитарной (классической) гимназии в Вюрцбурге. После получения аттестата зрелости в 1900 году начал изучать строительное дело в Мюнхенском техническом университете. С 1904 года работал в крупных фирмах в Вене, Берлине, Ганновере и Вроцлаве. В 1911 году, когда он работал инженером в Вроцлаве, его старший двоюродный брат, Вильгельм Траберт, который был на 17 лет старше и состоял ординарным профессором Университета и директором Центрального института метеорологии и геодинамики в Вене, прислал ему учебник космической физики; Гоман вскоре большую часть своего свободного времени стал отводить на изучение астрономии и начал серьёзно интересоваться проблемой межпланетных космических полетов.
В 1912 году Гоман переехал в Эссен, где поступил на службу в Городское бюро высотного строительства. Вскоре в Государственном бюро по испытанию строительных материалов он создал Статический отдел, которым руководил до 1945 года. В 1915 году в течение восьми месяцев он был на военной службе. В 1916 году он представил диссертацию «О взаимодействии старого и нового бетона в железобетонных несущих конструкциях», которую из-за военных действий защитил только в 1920 году, получив степень PhD в Рейнско-Вестфальском техническом университете Ахена. К этому времени он уже был женат — на Луизе Юнеманн (нем.  Luise Jünemann); в 1916 году у них появился первенец — Рудольф, через два года родился другой сын — Эрнст. К этому времени Вальтер Гоман в основном завершил план книги «Достижимость небесных тел», которая в ноябре 1925 году, в Мюнхене, увидела свет.
В опубликованной в 1925 году книге, он математически обосновал способ перехода космического корабля между двумя орбитами с минимальными затратами топлива, впоследствии названный гомановской траекторией или Эллипсы Гомана. В качестве иллюстрации Гоман использовал схему «пороховой башни-ракеты».
В 1927 году Гоман намеревался сделать научный доклад о межпланетных полётах в Кёльне, однако городской совет потребовал уплаты налога на развлечение, поскольку «речь могла идти только об юмористическом вечере». Изучив работы Р. Годдарда, Г. Оберта, М. Валье и В. Гомана, президент Союза германских инженеров профессор Лоренц объявил космический полёт совершенно невозможным. Тем не менее в конкурсе на приз РЭП-Гирша энтузиасты осуществления космических полётов получили премии: Г. Оберт — первую, вторую — В. Гоман.
В 1942 году у В. Гомана родился первый внук, — у сына Рудольфа. В 1944 году всю семью арестовали по мотивам родства, поскольку сын сестры Гомана, Элеоноры, полковник Альбрехт Мертц фон Квирнгейм, планировавший покушение на Гитлера, был расстрелян 20 июля в здании гестапо в Берлине.
В. Гоман скончался 11 марта 1945 года в Эссене, где и был похоронен.

## Память
- В 1970 году Международный астрономический союз присвоил имя Гомана кратеру диаметром 16,81 км на обратной стороне Луны.
- В 1993 году начала работу Обсерватория им. Вальтера Гомана[нем.].
- В 1995 году в Хардгейме была открыта мемориальная доска, а в Эссне — памятник.

## Работы
- Die Erreichbarkeit der Himmelskörper. — München: Verlag Oldenbourg, 1925
- Fahrtrouten, Fahrtzeiten, Landungsmöglichkeiten, in Willy Ley (Hrsg.): Die Möglichkeiten der Weltraumfahrt — Leipzig: Hachmeister und Thal, 1928
- Die Erreichbarkeit der Himmelskörper. — München: Verlag Oldenbourg, 1994. Ergänzter Nachdruck der Originalausgabe. — ISBN 3-486-23106-5